# Josephine Baker
Josephine Baker (sinh ngày 3 tháng 6 năm 1906 - mất ngày 12 tháng 4 năm 1975 tại St Louis, Missouri, Hoa Kỳ) là một vũ công, ca sĩ, và nữ diễn viên người Pháp gốc Mỹ. Bà trở thành công dân Pháp vào năm 1937. Thông thạo cả tiếng Anh và tiếng Pháp, Baker là một biểu tượng âm nhạc quốc tế.
Năm 2021, gần 50 năm sau ngày mất, thi hài Baker được đưa vào Panthéon, trở thành người phụ nữ thứ sáu và phụ nữ da đen đầu tiên được đưa vào "ngôi đền thiêng" của Pháp.